# La gnomo mobile
La Gnomo-mobile (The Gnome-Mobile) è un film statunitense del 1967 diretto da Robert Stevenson e prodotto dalla Disney, basato su un romanzo del 1936 di Upton Sinclair.
È stato uno degli ultimi film supervisionati personalmente da Walt Disney.
Walter Brennan interpretò un doppio ruolo come D.J. Mulrooney, il magnate del legname dal cuore gentile di origini irlandesi, e come l'irascibile gnomo Knobby di 943 anni nel film, che è stato descritto come "in bilico tra una commedia, una storia d'amore, un dramma e una critica ambientale." I bambini, Elizabeth e Rodney, sono stati interpretati da Karen Dotrice e Matthew Garber, in precedenza i bambini Banks in Mary Poppins (e infatti nei titoli di testa vengono accreditati come "i bambini di Mary Poppins"). Tom Lowell, che in questo film interpretò il giovane gnomo Jasper, è apparso anche nel film Disney del 1965 F.B.I. - Operazione gatto nei panni di Canoa, il fidanzato surfista geloso di Hayley Mills.
La Gnomo-mobile è stato il film finale sia per Matthew Garber che per Ed Wynn. Wynn morì di cancro alla gola prima dell'uscita del film e Garber morì dieci anni dopo, dopo aver contratto l'epatite mentre era in visita in India. Richard e Robert Sherman hanno contribuito alla canzone principale.

## Trama
Dj Mulrooney, ricco industriale proprietario della Mulrooney Lumber, è atteso tra pochi giorni a Seattle per stipulare un importante accordo sulla vendita di legname. Prima di recarsi a Seattle, Mulrooney, a bordo della sua Rolls-Royce, corre in aeroporto a prendere i suoi due nipotini, Elizabeth e Rodney, in arrivo da Parigi. I bambini vengono portati nel bosco per un pic-nic e soprattutto Elizabeth rimane colpita dalla bellezza delle sequoie. 
Qui la piccola incontra uno gnomo, Jasper, che sente il bisogno di parlarle perché ha un problema. Suo nonno infatti vuole morire perché crede che lui e suo nipote siano gli unici due gnomi rimasti e ha perso quindi la speranza di vedere suo nipote sposato. Dopo l'iniziale diffidenza, Jasper si mostra anche agli altri due umani e li conduce da suo nonno. Il vecchio gnomo, Knobby, quando si accorge della presenza degli umani, dagli gnomi detti "Doodin", va su tutte le furie perché spiega come siano stati proprio gli umani a tagliare gli alberi causando la scomparsa di tutti gli altri gnomi. Nonostante tutto Knobby si lascia convincere da Elizabeth ad avere fiducia in loro, mentre Mulrooney è convinto a malincuore dai nipoti di non parlare a nessuno dell'incontro con gli gnomi e condurre Jasper e suo nonno in una foresta vergine il giorno successivo. Giungono così in albergo, con gli gnomi nascosti nel cestino da pic-nic; ma non appena Knobby viene a sapere che Mulrooney  è proprio il responsabile del disboscamento  causa di tutti i loro problemi, comincia ad urlare attirando l'attenzione dei presenti nell'atrio dell'albergo. Un impresario senza scrupoli, il signor Quaxton, proprietario dell'accademia dei fantastici mostri, presente per promuovere il suo spettacolo, si accorge della presenza degli gnomi e li rapisce per trarne profitto in spettacoli da circo. Mulrooney per ritrovarli si rivolge agli uomini della sua sicurezza, che però lo prendono per pazzo rinchiudendolo in una casa di cura, il Five Oaks. Solo con l'aiuto dei due ingegnosi nipotini Mulrooney riesce ad evadere e a salvare Jasper, mentre suo nonno riuscirà a fuggire nel bosco dalla casa del signor Quaxton. Dopo un rocambolesco inseguimento a bordo della Rolls-Royce, ora soprannominata "gnomo mobile" i tre riusciranno a seminare gli inseguitori della casa di cura e rintracciare Knobby.  L'anziano gnomo ha incontrato nel bosco altri gnomi e gnome, una delle quali, Violetta, sposerà Jasper dopo una lunga caccia allo sposo. La vicenda si chiude con la promessa di Mulrooney di regalare agli gnomi le sequoie di sua proprietà, che non sarebbero più state abbattute.

## Distribuzione
La Gnomo-mobile è stato distribuito la prima volta il 12 luglio 1967 ed è stato ripubblicato nelle sale il 5 novembre 1976.
In Italia arrivò direttamente in TV nel 1988 con un doppiaggio diretto da Flaminia Jandolo su dialoghi di Andrea De Leonardis.

## Accoglienza

### Botteghino
La Gnomo-mobile ha incassato qualcosa come 4 milioni di dollari negli Stati Uniti e in Canada.

### Risposta critica
Roger Ebert del Chicago Sun-Times ha dato al film tre stelle su quattro, definendo gli effetti speciali "affascinanti" e riferendo che i ragazzi tra il pubblico "hanno ottenuto i loro guadagni."
Howard Thompson del New York Times lo ha descritto come "una piccola commedia bonaria ma dalla mano pesante", scoprendo che "l'azione e lo spirito spensierato si afflosciano sotto un miscuglio incrociato di slapstick e locomozione ampiamente gestita che appiattisce il divertimento."
Arthur D. Murphy di Variety ha descritto il film come "Divertente, anche se un po' irregolare. Anche i più grandi tra di noi troveranno qualche risata, ma non possono classificare il film con il migliore della Disney da un campo lungo, o un tiro da gnomo."
Il Monthly Film Bulletin lo definì "Una fantasia stravagante nella tradizione Disney di puro, onesto divertimento, con una canzone del titolo allegramente melodiosa, trucchi moderatamente ingegnosi, e alcune commedie non sofisticate il cui culmine è un inseguimento automobilistico in cui la vecchia aristocratica Rolls è inseguita da un veicolo moderno che a poco a poco va in pezzi."
Il critico cinematografico Leonard Maltin lo considera uno dei migliori film commedia-fantasy della Disney e afferma che è un "mistero" il motivo per cui il film non è meglio conosciuto. Disse che merita di essere riscoperto e apprezzato da una nuova generazione, specialmente dai bambini più piccoli.